# Luchthaven Warschau-Radom
De luchthaven Warschau-Radom (Pools: Port lotniczy Warszawa-Radom) is een luchthaven en vliegbasis bij de Poolse stad Radom, zo'n 80 km ten zuiden van de hoofdstad Warschau. De vliegbasis is opgericht in de jaren '20 van de 20e eeuw, en werd in de 21e eeuw geschikt gemaakt voor burgerluchtvaart.
In 2023 werd de bouw van een nieuwe terminal voltooid, geschikt voor de afhandeling van 3 miljoen passagiers per jaar (met de mogelijkheid tot uitbreiding tot 9 miljoen passagiers per jaar). Het vliegveld beschikt over een enkele start/landingsbaan van 2000 m.
De hoofdnavigatiehulp is een nauwkeurig landingssysteem (ILS) van de categorie II, waarmee het mogelijk is om te landen wanneer de zichtbaarheid daalt tot 300 meter. De luchthaven was de eerste in Polen met een tracklichtsysteem volledig gebaseerd op LED-lichtbronnen.